# Чернеево (Шекснинский район)
Чернеево — деревня в Шекснинском районе Вологодской области.
Входит в состав сельского поселения Домшинского, с точки зрения административно-территориального деления — в Домшинский сельсовет.
Расстояние по автодороге до районного центра Шексны — 25 км, до центра муниципального образования Нестерово — 5 км. Ближайшие населённые пункты — Дьяконица, Зубово, Алферово, Ребячьево.
По переписи 2002 года население — 311 человек (145 мужчин, 166 женщин). Преобладающая национальность — русские (98 %).